# Richard Garcia
Richard Garcia (Perth, 1981. szeptember 4. –) ausztrál labdarúgó, edző. Középpályásként és csatárként is bevethető.

## Pályafutása

### West Ham United FC
Garcia 15 éves korában került a West Ham United ifiakadémiájára, amikor a csapat egyik játékosmegfigyelője őt ajánlotta be a vezetőségnek, bár eredetileg testvérét kellett volna megfigyelnie. Fontos tagja volt annak az ificsapatnak, mely az 1998/99-es szezonban megnyerte az FA Youth Cup-ot és a Youth Premier League-et is. A kupa minden fordulójában gólt szerzett. 1999 augusztusában kapott profi szerződést a londoniaktól, akik egy évvel később kölcsönadták a Leyton Orientnek.
Ott összesen 21 meccsen játszott és négy gólt szerzett, de egy térdsérülés miatt 2000 novemberében vissza kellett térnie a West Hamhez. 2001 szeptemberében, egy Reading elleni Ligakupa-mérkőzésen debütált a felnőttek között, de nem tudott megragadni a csapatban. 2004-ig mindössze 17 bajnokin kapott lehetőséget.

### Colchester United FC
2004 szeptemberében Garcia ismeretlen összeg ellenében a Colchester Unitedhez igazolt. Nem sokkal később, a Swindon Town ellen mutatkozott be új csapatában. A 2004/05-ös évadban 30 meccsen játszott és hat gólt szerzett. A következő szezonban fontos tagja volt annak a csapatnak, amely feljutott a Championshipbe. Az idény során a Chelsea-vel is megmérkőzött a Colchester az FA Kupában. Garcia beadása után Ricardo Carvalho a saját kapujába talált, ezzel továbbjutásra álltak, de végül fordítani tudtak a londoniak.
2006 márciusában térdsérülést szenvedett, ami miatt meg is kellett operálni. Nem sokkal később új szerződést kapott csapatától. Ő szerezte a 2006/07-es évad első gólját a Birmingham City elleni szezonnyitón. 36 bajnokin lépett pályára a szezonban és hét gólt lőtt.

### Hull City AFC
Bár a Colchester felajánlott neki egy új szerződést, Garcia 2007. július 2-án a Hull Cityhez szerződött. Ingyen, a Bosman-szabályt követve váltott klubot. 2007 augusztusában, a Plymouth Argyle ellen debütált. Már a következő mérkőzésen, a Crewe Alexandra ellen megszerezte első gólját. Fontos tagja volt annak a Hullnak, mely a 2007/08-as szezonban feljutott a Premier League-be. 2008. augusztus 16-án, a Fulham ellen játszott először az élvonalban a City színeiben.
Egy héttel később gólt szerzett a Blackburn Rovers otthonában, ezzel pontot mentve csapatának. 2009. július 31-én térdszalagszakadást szenvedett, ami miatt három hónapig nem játszhatott.

### A válogatottban
Garcia 2008. augusztus 19-én, Dél-Afrika ellen játszott először az ausztrál válogatottban. Legközelebb Hollandia ellen lépett pályára.

## Külső hivatkozások
- Richard Garcia pályafutásának statisztikái a Soccerbase oldalon (angolul)

- Richard Garcia adatlapja a FootballAustralia.com-on
- Richard Garcia adatlapja az OzFootball.net-en

## Fordítás
- Ez a szócikk részben vagy egészben  a   Richard Garcia című angol Wikipédia-szócikk fordításán alapul.  Az eredeti cikk szerkesztőit annak laptörténete sorolja fel. Ez a jelzés csupán a megfogalmazás eredetét és a szerzői jogokat jelzi, nem szolgál a cikkben szereplő információk forrásmegjelöléseként.

}